# Diego Guilarte de Salazar
El Capitán Don Diego Guilarte de Salazar y Gómez de Lomana (Sevilla, Andalucía – Isla de San Juan), fue un explorador y conquistador español, reconocido entre los fundadores de Villa Caparra, y luego Puerto Rico (actual la Ciudad de San Juan, capital de la Isla de Puerto Rico).
Como Capitán a Guerra bajo Juan Ponce de León, primer Gobernante de Puerto Rico, se destacó por ser el “primer héroe” de la conquista de Puerto Rico, junto a su temible acompañante, el mastín de guerra, Becerrillo.

## Origen en España
Diego Guilarte de Salazar había nacido a finales del siglo XV en Sevilla (Provincia de Andalucía). De ascendencia noble e hidalga, combatió en la conquista del reino de Granada, junto a Juan Ponce de León, con quien compartía lazos familiares y luego acompañó al Nuevo Mundo. 

## Llegada al Nuevo Mundo
Comisionado para la conquista de la Isla de San Juan (actual Puerto Rico) por Fernando el Católico, acompañó a otros 30 hombres, religiosos católicos de Sevilla, ganado, y caballos para así entregar al Gobernador Juan Ponce de León el escudo de armas otorgado a la Isla, y el mensaje que Villa Caparra, ahora es reconocida como Villa del Rey.
Asentado entre las primeras familias hidalgas de Villa Caparra, es nombrado Regidor, cargo que lo colocaba justo debajo del Gobernador en el Cabildo Colonial.

### Rebelión Taína de 1511
A la muerte del cacique indígena Agüeybaná, que dio su beneplácito a Ponce de León, le sustituye su sobrino Agüeybaná II, quien, fatigado de la constante demanda por mano de obra de los conquistadores, se rebela ante la autoridad española, y crea así una alianza con los pueblos arahuacos y caribes. La llamada Rebelión Taína de 1511, se desató con varias escaramuzas entre los bandos, entre las primeras, es reconocido el ahogo de Diego Salcedo por indígenas queriendo comprobar la mortalidad del conquistador. Otra fue la captura del español Don Diego Suárez por el Cacique Aymaco (Aguadilla), para así hacer de él un premio del batú (juego de pelota taíno). Al ser informado del destino del joven colono, Guilarte de Salazar se aprestó para combate, y con sus milicias logra rescatarlo, pero no sin primero eliminar un número grande de indígenas. El historiador Héctor Andrés Negroni relata este primer acto de heroísmo de la siguiente manera:
“La noticia de la captura de Suarez y los propósitos de Aymamon llegaron a oídos españoles. Entonces Diego [Guilarte de] Salazar, valiente soldado español, decidió rescatar a su compatriota. En la escaramuza con los indios, Salazar logro matar a un gran número de ellos ganándose el respeto y miedo de los tainos. Diego [Guilarte de] Salazar se convierte así en el primer héroe de la conquista mientras que el desgraciado Diego Salcedo se convierte en el primer mártir.”
A pesar de esta victoria, la rebelión indígena tomó su curso, privándole la vida a otro gran conquistador de la Isla, Don Cristóbal de Sotomayor, quien, a pesar de ser avisado, fue emboscado y ejecutado por fuerzas taínas cerca del ahora pueblo de Aguada. En respuesta a la muerte de Sotomayor, y con órdenes de Diego de Colón, Virrey de las Indias, Juan Ponce de León organiza 4 divisiones de guerra, poniendo a Guilarte de Salazar a mando de una para la defensa de Villa Caparra. Ponce de León, y sus 3 restantes divisiones, se fijaron así en combatir las fuerzas de Agueybana II, quien no tuvo otro recurso más que retirarse.
Una vez de regreso a Villa Caparra, Ponce de León le otorga 50 hombres a Diego Guilarte de Salazar para conllevar varias redadas en la costa oeste de la Isla. Es durante esta campaña, que Guilarte de Salazar ataca de sorpresa el campamento del Cacique de Guajatacax, Mabodomaca, y sus 600 guerreros, efectuándole una gran derrota, en lo que hasta hoy es conocido como la Batalla de Aymaco. Según Fernández de Oviedo, historiador de la época, Guilarte de Salazar hizo “tal matanza e castigo en los indios que murieron ciento e cuenta”, sin la caída de ningún español.
En enero de 1513, con la rebelión en decadencia, Guilarte de Salazar dirige otra ofensiva a la costa suroeste de la Isla, estableciendo un campamento en Guánica, desde donde supervisa la reconstrucción de la Villa de San Germán. Utilizando este punto estratégico, Guilarte de Salazar y su división de conquistadores atacan las plazas taínas en Yauco y Coxiguex el 15 de marzo de 1513, decimando la resistencia indígena en la región.

### Becerrillo
Esencial para las victorias de Diego Guilarte de Salazar fue su mastín español, Becerrillo.
Becerrillo fue uno de los más eficaces perros de combate que sirvieron en las filas del ejército castellano durante la conquista de las tierras americanas. Este ejemplar perteneciente a la raza de los alanos españoles sólo sería igualado en destreza y fidelidad por su hijo Leoncillo.
Trasladado desde la Isla de La Española a la Isla de San Juan (actual Puerto Rico), por Don Sancho de Arango, y entregado al Capitán Don Diego Guilarte de Salazar para servir en la defensa del cabildo de Villa Caparra. Becerrillo acompañó a Guilarte de Salazar en sus hazañas, y su ferocidad contra el enemigo le ganó fama entre ellos. Durante la Batalla de Aymaco, es dicho que Becerrillo derribó a más de 30 guerreros taínos, ayudando así a su dueño obtener una aplastante victoria.
Entre los descendientes de Becerrillo, el que más fama y renombre alcanzó fue Leoncillo. Este animal acompañaría a Vasco Núñez de Balboa, que era su propietario, en un gran número de batallas en las que siempre desempeñaba un papel de vital importancia. También se considera que fue el primero de los perros europeos en ver el Mar del Sur, que era el nombre que recibía el océano Pacífico durante las primeras exploraciones españolas.
Tan feroz y reconocido era Becerrillo, que cuando finalmente cayó a causa de flechas envenenadas, los españoles, decidieron que el finamiento y el lugar de entierro de este se mantuviese en secreto, pues así podrían seguir atemorizando a los indios con el perro.

## Descendencia
El Capitán Don Diego Guilarte de Salazar, primer héroe de la conquista de Puerto Rico, casó con la hidalga Dona Ysabel de Ávila y Núñez, hija de Alonso de Ávila, con quien tuvo una descendencia entre la que se incluye su nieto, Don Diego Guilarte de Salazar y Quesada, Alcalde Ordinario y Regidor de la Ciudad de Puerto Rico (actual San Juan, Puerto Rico). Este, a su vez, casó con Juana de Fonseca y Nieto, con quien tuvo de hijo a Juan Guilarte de Salazar y Fonseca, también Alcalde Mayor y Regidor de la Ciudad de Puerto Rico, y patrono principal de la Capilla de Nuestra Señora de la Victoria (actual Capilla de Nuestra Señora del Rosario), en la Iglesia de San José en la Muralla (Viejo San Juan), la segunda iglesia más antigua de las Américas.